# Odontomyia poecilopoda
Odontomyia poecilopoda är en tvåvingeart som beskrevs av Mario Bezzi 1906. Odontomyia poecilopoda ingår i släktet Odontomyia och familjen vapenflugor.
Artens utbredningsområde är Etiopien. Inga underarter finns listade i Catalogue of Life.